# Music & Media
Music & Media fue una revista paneuropea de radio, música y entretenimiento. Fue publicada por primera vez en marzo de 1984 bajo el título de Eurotipsheet por European Media Report (EMR), aunque dos años después cambiaría su nombre a Music & Media. La revista ofrecía información relacionada con la industria de la música de los siguientes países: Reino Unido, Alemania, Francia, Italia, España, Países Bajos, Bélgica, Suecia, Noruega, Finlandia, Dinamarca, Suiza, Austria, Irlanda, Portugal, Grecia y Luxemburgo. Su especialidad se centró en la radio, la música y las listas de éxitos, entre otras noticias. Originalmente tenía su sede en Ámsterdam, pero a mediados de la década de 1990 se trasladó a Londres. En 1985 estableció una empresa conjunta con Billboard, y desde ese entonces fue la publicación hermana de la revista estadounidense. Tras diecinueve años activa, VNU Business Media, la empresa matriz de Music & Media, anunció que dejaría de publicarse en la edición del 9 de agosto de 2003 debido al «continuo desgaste del clima económico en general, y de la industria de la música en particular».

## Listas musicales
- European Top 100 Albums
- Eurochart Hot 100 Singles
- European Airplay Top 50
- European Hit Radio Top 40
- European Radio Top 50
- Adult Contemporary Europe
- European Dance Radio
- European Dance Traxx